# Provincia de Célebes Septentrional
Célebes Septentrional (indonesio: Sulawesi Utara) es una de las provincias pertenecientes a la República de Indonesia. Su capital es la ciudad de Manado.
Los grupos de las islas Sangihe y las islas Talaud forman el sector norte de la provincia, en la frontera con Filipinas. Ocupa el sector noreste de la isla de Célebes y limita con su única frontera al oeste con la provincia de Gorontalo rodeada por los mares de Célebes, Molucas, y el golfo de Tomini.

## Territorio y población
En esta provincia habitan 2.154.234 personas. La extensión territorial de Célebes Septentrional es de 15.364 kilómetros cuadrados. La densidad de población es de 140,2 habitantes por kilómetro cuadrado.

## Divisiones administrativas
Célebes Septentrional se divide en nueve regencias (en indonesio: kabupaten) y cuatro ciudades (en indonesio: kotamadya).
Regencias (capital):
- Bolaang Mongondow (Kotamobagu)
- Minahasa (Tondano)
- Bolaang Mongondow Norte (Boroko)
- Minahasa Norte (Airmadidi)
- Islas Sangihe (Tahuna)
- Islas Sitaro (Ondong)
- Minahasa Sur (Amurang)
- Minahasa Sureste (Ratahan)
- Islas Talaud (Melonguane)

Ciudades:
- Bitung
- Kotamobagu
- Manado
- Tomohon